# Уложение годов Кэмму
Уложение годов Кэмму (яп. 建武式目 кэмму сикимоку) — законодательный акт в средневековой Японии; декларация, которая определяла политический курс Асикаги Такаудзи и провозглашала основание сёгуната Муромати. Упорядочен в 1336 году в форме 17 статей. Назван по девизу императорского правления «Кэмму».

## История
В декабре 1336 года, после победы Асикаги Такаудзи в Киото над сторонниками Императора Го-Дайго, началась работа над выбором дальнейшего политического курса Японии. Такаудзи провёл совещания со столичными аристократами, влиятельными самураями и монахами: Хино Фудзинори, Гэнъэ Хоином, Акаси Юкицурой, Фусэ Додзё и другими. Предложения советников были упорядочены братьями Накахарой Дзёэном (中原是円) и Накахарой Синъэном (中原真恵). Последние предоставили Такаудзи письменный доклад из 17-ти статей, который был обнародован как «Уложение годов Кэмму» 11 декабря 1336 года.
Согласно «Уложению», провозглашался новый сёгунат под руководством Асикаги Такаудзи. Штаб-квартирой этого сёгуната становился Киото, а не традиционная Камакура. Новое самурайское правительство провозглашалось правопреемником Камакурского сёгуната, а его политический идеал определялся эпохой правления сиккэнов Ходзё Ёситоки и Ходзё Ясутоки. «Уложение» устанавливало ряд морально-этических норм, которые требовали от жителей страны сдержанности, экономии средств, набожности и вежливости. Запрещалось взяточничество, вмешательство женщин и духовенства в политику. Сёгунат обязывался обуздать преступность в Киото и обеспечить справедливое судопроизводство в столице и регионах. Правительство также обещало государственные гарантии ростовщикам-досо и торговцам, планируя возобновить поступательное развитие экономики. Кроме этого, «Уложение» устанавливало критерии набора на должности военных губернаторов сюго и приближённых сёгуна.
Образцом для создания «Уложения Кэмму» были «Конституция семнадцати статей» принца Сётоку и «Уложение о наказаниях» Ходзё Ясутоки.
Окончательное оформление сёгуната Муромати как нового самурайского правительства состоялось только в 1338 году после официального назначения Асикаги Такаудзи на должность сёгуна.